# Maciej Potz
Maciej Potz (ur. 1977) – polski politolog, doktor habilitowany nauk społecznych, nauczyciel akademicki Uniwersytetu Łódzkiego.

## Życiorys
W 2001 ukończył studia na kierunku stosunki międzynarodowe na Wydziale Studiów Międzynarodowych i Politologicznych Uniwersytetu Łódzkiego. W 2006 na podstawie napisanej pod kierunkiem Alicji Stępień-Kuczyńskiej rozprawy pt. Granice wolności religijnej w państwie demokratycznym. Kwestie wolności sumienia i wyznania oraz stosunku państwa do religii w Stanach Zjednoczonych Ameryki w latach 90' XX w. otrzymał na Wydziale Nauk Społecznych Uniwersytetu Śląskiego stopień naukowy doktora nauk humanistycznych w zakresie nauk o polityce, specjalność: historia myśli politycznej. W 2017 na podstawie dorobku naukowego oraz rozprawy pt. Teokracje amerykańskie. Źródła i mechanizmy władzy usankcjonowanej religijnie uzyskał Wydziale Studiów Międzynarodowych i Politologicznych Uniwersytetu Łódzkiego stopień doktora habilitowanego nauk społecznych w dyscyplinie nauki o polityce.
W latach 2002–2006 był asystentem w Katedrze Systemów Politycznych Wydziału Studiów Międzynarodowych i Politologicznych Uniwersytetu Łódzkiego, w 2006 został adiunktem w tej katedrze, a w 2018 - profesorem UŁ.
Dokonał przekładu na język polski książki: Mark Noll, Protestantyzm. Krótkie wprowadzenie, Wydawnictwo Uniwersytetu Łódzkiego, Łódź 2017 ISBN 978-8-3808-8545-5.
W 2020 r. w wydawnictwie Palgrave ukazała się jego książka Political Science of Religion. Theorising the Political Role of Religion, London 2020.